# Leiopsammodius subcililatus
Leiopsammodius subcililatus är en skalbaggsart som beskrevs av Edgar von Harold 1869. Leiopsammodius subcililatus ingår i släktet Leiopsammodius och familjen Aphodiidae. Inga underarter finns listade i Catalogue of Life.